# Голий Василь Костянтинович
Василь Костянтинович Голий (нар. 1902, село Седнів, тепер смт. Чернігівського району Чернігівської області — 1980, місто Тернопіль Тернопільської області) — український радянський діяч, завідувач Тернопільського обласного відділу народної освіти, заступник голови виконавчого комітету Тернопільської обласної ради депутатів трудящих. Депутат Верховної Ради УРСР 2-го скликання.

## Життєпис
Народився у бідній селянській родині. Закінчив початкове училище і трирічні педагогічні курси у місті Чернігові. Після закінчення курсів працював вчителем початкової школи у селі Черниш.
У 1928—1941 роках — директор неповної середньої школи села Чувечики? на Чернігівщині; інспектор Коломацького районного відділу народної освіти Харківської області.
Член ВКП(б) з 1939 року.
У 1940 році закінчив Харківський педагогічний інститут.
Під час німецько-радянської війни перебував на педагогічній роботі в Сталінградській області РРФСР, де у 1942—1944 роках працював завідувачем районного відділу освіти.
З липня 1944 по 1950 рік — завідувач Тернопільського обласного відділу народної освіти.
У 1951 — після 1959 року — заступник голови виконавчого комітету Тернопільської обласної ради депутатів трудящих.
На 1963 рік — секретар виконавчого комітету Тернопільської обласної ради депутатів трудящих.
Потім — на пенсії у місті Тернополі.

## Нагороди
- два ордени Трудового Червоного Прапора (23.01.1948, 26.02.1958)
- медаль «За трудову доблесть»
- медалі
- заслужений вчитель Української РСР